# Assemblée des départements de France
 (juin 2024).
Pour les articles homonymes, voir ADF.
Départements de France - DF ou Assemblée des Départements de France – ADF est une association pluraliste créée en 1946 qui réunit les présidents des 103 collectivités adhérentes, dont 95 Départements et 8 collectivités territoriales à compétences départementales.

## Présentation
DF offre aux élus et aux techniciens départementaux les moyens de confronter leurs idées, d'échanger leurs expériences, les bonnes pratiques et d'arrêter des positions communes sur les grands dossiers nationaux.
Elle est présidée depuis 2021 par François Sauvadet, président du conseil départemental de la Côte d’Or et est dirigée depuis 2021 par Bernard Schmeltz.
Le groupe majoritaire de Droite, du Centre et des Indépendants est présidé par Nicolas Lacroix, Président du conseil départemental de la Haute-Marne. Le groupe minoritaire de Gauche, est quant à lui présidé par Jean-Luc Gleyze, Président du conseil départemental de la Gironde.
« Notre association défend la France dans sa diversité : celle qui se vit à l’échelle d’un quartier, d’une ville, d’un département ; celle qui ne laisse personne au bord du chemin dans notre société ; celle qui concilie l’urbain et le rural ; celle qui agit pour les solidarités humaines et territoriales. Ensemble et de manière pluraliste, nous faisons entendre la voix des Départements, afin d’agir mieux pour les Français, au plus près des réalités de leurs vies. » - François SAUVADET, ancien ministre, Président de Départements de France
Émanation des Départements, DF se compose d’une Commission exécutive, d’un Bureau permanent et de 15 commissions thématiques. Une fois par an, DF se réunit en Assemblée générale autour de son Président, François Sauvadet.

## Missions
- Faire remonter les problématiques rencontrées sur le terrain et représenter les Départements auprès des pouvoirs publics et du Parlement ;
- Constituer un centre de ressources pour les Départements et les informer sur les réformes ayant un impact sur leurs missions ;
- Être un lieu d’échanges d’expériences et de bonnes pratiques pour les élus et les agents départementaux ;
- Confronter les idées, élaborer et porter des positions communes sur les missions départementales et les grands dossiers nationaux ;
- Former les élus et leurs collaborateurs via l’Institut de formation des élus territoriaux (IFET) ;
- Valoriser le rôle et l’action des Départements auprès des citoyens.

## Histoire

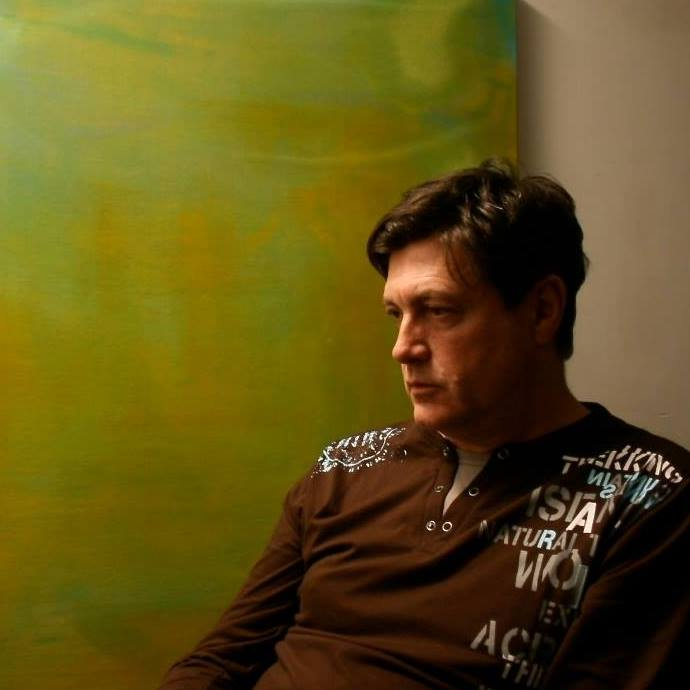
Ancien logo de l'ADF.

Aimé Malécot, président du Conseil général de la Loire, architecte de profession, pose les premières pierres de l’Association des Présidents de Conseils Généraux (APCG) le 11 septembre 1946. Ce dernier est aidé par un élu richement doté en ressources politiques, mais à la carrière contrariée par la Seconde Guerre mondiale : Max Hymans, ingénieur et juriste de formation. Les deux hommes, aux mêmes affinités partisanes et géographiques, se retrouvent autour d’une même ambition, ils souhaitent créer une association réunissant les présidents des départements de France.
Régie par la loi de 1901, l’APCG s’installe dans les locaux de l’Association des maires de France (AMF). Les statuts de l’association renseignent sur le but poursuit ainsi défini à l’article premier :
"1° – L’étude aux points de vue économique, administratif, technique et financier de toutes les questions qui intéressent l’administration des départements et des établissements publics s’y rattachant et leurs rapports avec les Pouvoirs publics ;
2° – La création de liens de solidarité entre tous les Conseils généraux de France."
L’APCG n’est donc pas un simple lieu de socialisation ou d’information des conseillers généraux, elle vise aussi à devenir l’interlocuteur privilégié des pouvoirs publics pour tout ce qui est relatif aux départements. Ainsi, l’existence de l’association permet aux conseillers généraux d’être représentés dans divers d’instances et ainsi d’institutionnaliser la présence des intérêts départementaux.
En outre, si les axes de structuration restent les mêmes qu’à sa création, les moyens sont aujourd’hui bien plus importants. En effet, sous la présidence de Jean Puech (1989-2004), l’APCG – devenue en 1999 l’ADF – s’est profondément développée, portée par les lois décentralisatrices des années 1980 et voulant participer à un nouvel élan de décentralisation.
Le 22 janvier 2020, l'ADF a admis le Land allemand de Sarre comme membre d'honneur, geste qui reconnaît les efforts du Land frontalier pour la promotion de la francophonie et du plurilinguisme dans le cadre de sa stratégie France mise en place en 2014.

## Commissions
Chargées de mener des réflexions sur les sujets relevant de leurs champs de compétences et de proposer aux instances de DF les positions à retenir, les 15 Commissions thématiques se réunissent entre trois et quatre fois par an.
Les Commissions thématiques sont pilotées par un Président, désigné par le Bureau parmi ses membres. Appuyé de deux Vice-Présidents, il convoque les réunions et en fixe l’ordre du jour.
Un même élu ne peut siéger dans plus de 2 commissions. Les Départements communiquent à DF les noms et fonctions des élus qu'ils désignent pour les représenter. Ceux-ci sont destinataires, comme les Présidents de Départements de tout document ou information concernant les commissions auxquelles ils appartiennent. Ils sont convoqués aux réunions et ne peuvent s'y faire représenter. Ils peuvent être accompagnés de tout collaborateur de leur choix, sans que celui-ci ait voix délibérative. Les commissions peuvent s'adjoindre, sur proposition de leur Président, à titre d'experts et en tant que de besoin, des représentants des associations catégorielles d'agents des départements ou d'organismes extérieurs.
Le Président de chaque commission est désigné pour 6 ans par le bureau parmi ses membres après le renouvellement des Assemblées départementales. Il convoque les réunions et en fixe l'ordre du jour en accord avec le Président de DF. Il rend compte au Bureau des travaux réalisés et des positions choisies. Chaque commission désigne en son sein deux vice-présidents, en tenant compte de la reconnaissance statutaire des sensibilités politiques. Les vice-présidents assistent le Président de commission dans la réalisation des travaux, les démarches entreprises et les représentations dans les secteurs d'attribution de leur commission.
- Finances et Fiscalité Locales – Président : Jean-Léonce Dupont (Calvados)
- Solidarité, Santé et Travail – Président : Frédéric Bierry (Collectivité Européenne D’alsace)
- Services Départementaux D’incendie et De Secours (SDIS) - Président : André Accary (Saône-Et-Loire)
- Transition Ecologique et Développement Durable - Président : Jean-Claude Leblois (Haute-Vienne)
- Enjeux Territoriaux Spécifiques – Président : Michel Menard (Loire-Atlantique)
- Outre-Mer – Président : Cyrille Melchior (La Réunion)
- Éducation, Culture et Sports - Présidente : Marie-Pierre Mouton (Drôme)
- Transports, Mobilités et Infrastructures – Président : François Durovray (Essonne)
- Politiques Territoriales et Ruralité – Président : Bruno Faure (Cantal)
- Relations Internationales et Europe – Président : Christophe Ramond (Tarn)
- Démocratie Locale et Citoyenneté – Président : Hermeline Malherbe (Pyrénées-Orientales)
- Développement et Solidarités Territoriales – Président : Philippe Pichery (Aube)
- Égalité - Présidente : Sophie Borderie (Lot-Et-Garonne)
- Innovation, Numérique et Intelligence Artificielle – Président : Claude Riboulet (Allier)
- Départements Franciliens – Présidence (Désignation en cours)
- Groupe de travail Prevention De La Délinquance et De La Radicalisation – Président : Alexandre Touzet (Essonne)
- Groupe de travail Logement et Foncier - Président : Michel Menard (Loire-Atlantique)

## Membres du bureau et de la commission exécutive
Membres de la Comex au 17 mai 2023
- François Sauvadet, Président de DF - Côte d'Or
- Martine Vassal, Première Vice-Présidente - Bouches du Rhône
- Jean-Luc Gleyze, Secrétaire général, Président du groupe de gauche - Gironde
- Valérie Simonet, Secrétaire générale adjointe - Creuse
- Jean-Jacques Lasserre, Trésorier Pyrénées-Atlantiques
- Christine Tequi, Trésorière adjointe - Ariège
- Nicolas Lacroix, Président du groupe DCI - Haute-Marne
- Jean-Léonce Dupont, Vice-Président Délégué, Président de la commission Finances et fiscalité locales - Calvados
- Frédéric Bierry, Vice-Président, Président de la commission Solidarité, santé et travail – Collectivité Européenne d’Alsace
- Marie-Christine Cavecchi, Vice-Présidente - Val d'Oise
- Patrick Weiten, Vice-Président - Moselle
- Christophe Guilloteau, Vice-Président - Rhône
- Olivier Richefou, Vice-Président - Mayenne
- Florence Dabin, Vice-Présidente - Maine-et-Loire
- Pascal Coste, Vice-Président – Corrèze
- Jean Deguerry, Vice-Président, porte-parole - Ain
- Jean-Luc Chenut, Vice-Président - Ille-et-Vilaine
- Sophie Pantel, Vice-Présidente - Lozère
- Chaynesse Khirouni, Vice-Présidente - Meurthe-et-Moselle
- Yves Krattinger, Vice-Président - Haute-Saône
- Stéphane Troussel, Vice-Président - Seine-Saint-Denis
- Coralie Denoues, Membre déléguée, porte-parole - Deux-Sèvres
- Christian Poiret, Membre délégué - Nord
- Alain Lebœuf, Membre délégué - Vendée
- Cyrille Melchior, Membre délégué, Président de la commission des Outre-mer - La Réunion
- François Durovray, Membre délégué, Président de la commission Transports, mobilités et infrastructures - Essonne
- Arnaud Viala, Membre délégué - Aveyron
- Hermeline Malherbe, Membre déléguée, Présidente de la commission Démocratie locale et citoyenneté - Pyrénées-Orientales
- Germinal Peiro, Membre délégué - Dordogne
- Hélène Sandragné, Membre déléguée – Aude

Autres membres du bureau :
- André Accary, Membre de droit, Président de la commission SDIS - Saône-et-Loire
- Marie-Pierre Mouton, Membre de droit, Présidente de la commission Education, Culture, Sports – Drôme
- Bruno Faure, Membre de droit, Président de la commission Ruralité et politiques territoriales - Cantal
- Philippe Pichery, Membre de droit, Président de la commission Développement et solidarités territoriales - Aube
- Claude Riboulet, Membre de droit, Président de la commission Innovation et numérique -Allier
- Michel Ménard, Membre de droit, Président de la commission Enjeux territoriaux spécifiques - Loire-Atlantique
- Sophie Borderie, Membre de droit, Présidente de la commission Egalité - Lot-et-Garonne
- Jean-Claude Leblois, Membre de droit, Président de la commission Transition écologique et développement durable – Haute-Vienne
- Christophe Ramond, Membre de droit, Président de la commission Relations internationales et Europe - Tarn
- Martial Saddier, Membre - Haute-Savoie
- Clément Pernot, Membre - Jura
- Christine Bouquin, Membre - Doubs
- Marc Gaudet, Membre - Loiret
- Nicolas Fricoteaux, Membre - Aisne
- Nadège Lefebvre, Membre - Oise
- Jean-Marie Bernard, Membre - Hautes-Alpes
- Charles Ange Ginésy, Membre - Alpes-Maritimes
- Anne Hidalgo, Membre de droit - Paris
- Bruno Bernard, Membre de droit - Métropole de Lyon

## Présidents
- Aimé Malécot (1946-1949, premier président).
- Joseph Lasalarié (1949-1952).
- Abel Durand (1952-1968).
- Adolphe Chauvin (1968-1976).
- Gustave Héon (1976-1979).
- Léon Jozeau-Marigné (1979-1983).
- Pierre Salvi (1983-1989).
- Jean Puech (1989-2004).
- Claudy Lebreton (2004-2015).
- Dominique Bussereau (2015-2021).
- François Sauvadet (depuis 2021).

## Départements de France et Conseil de l'Europe
Le Congrès des pouvoirs locaux et régionaux du Conseil de l'Europe est une assemblée politique paneuropéenne composée de 648 élus pour quatre ans – conseillers régionaux, départementaux et municipaux, maires et présidents de région. Il représente 200 000 collectivités territoriales de 47 pays européens, dont les assemblées départementales. En tant que porte-parole des villes, des départements et des régions, le Congrès est chargé de renforcer la démocratie locale et régionale dans ses 47 États membres en favorisant la concertation et le dialogue politique entre les gouvernements et les collectivités territoriales. A cet égard, il coopère avec le Comité des Ministres du Conseil de l’Europe. L'action du Congrès s'articule autour de ses deux chambres, la Chambre des pouvoirs locaux et la Chambre des régions et s'organise autour de trois commissions statutaires : une Commission de suivi, une Commission de la gouvernance et une Commission des questions d'actualité. Par la « Charte de l’autonomie locale », le Congrès des pouvoirs locaux et régionaux a mis en place des règles communes aux pays membres du Conseil de l’Europe ayant apposé leur signature sur la Charte, le but étant de garantir l’acceptation et la protection de l’autonomie politique, administrative et financière des pouvoirs locaux.